# Syrmaticus mikado

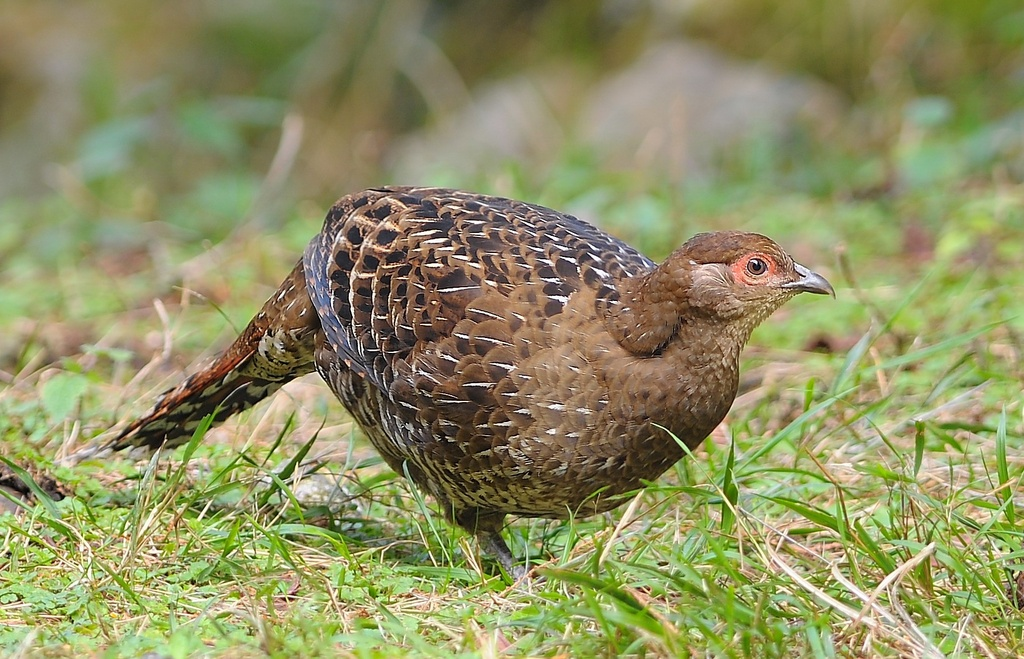
Femmina di fagiano mikado.

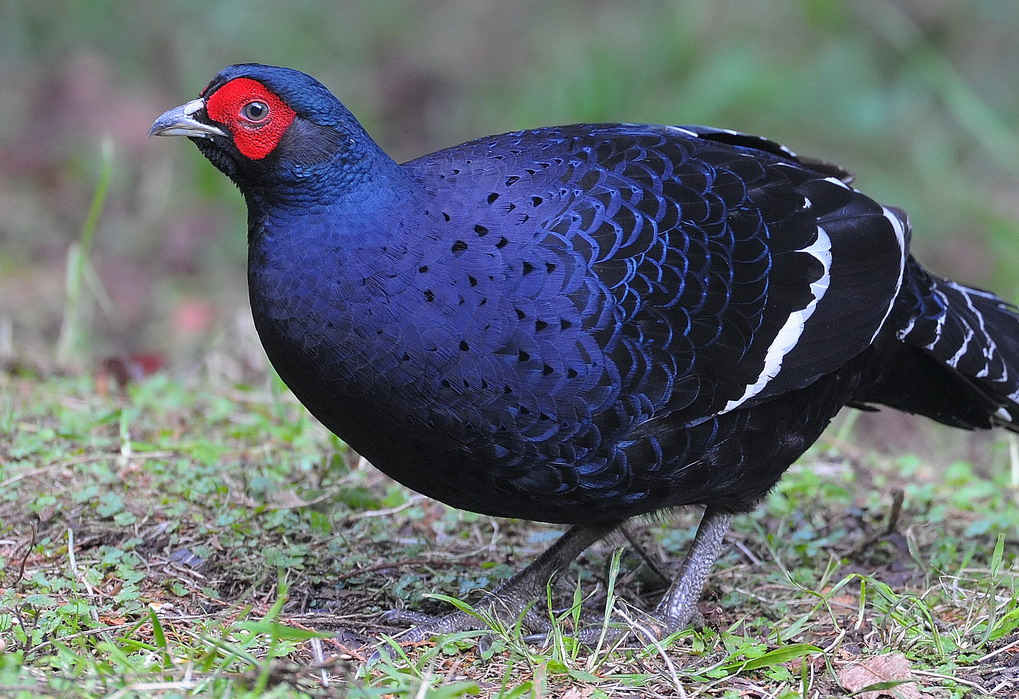
Primo piano di un maschio.

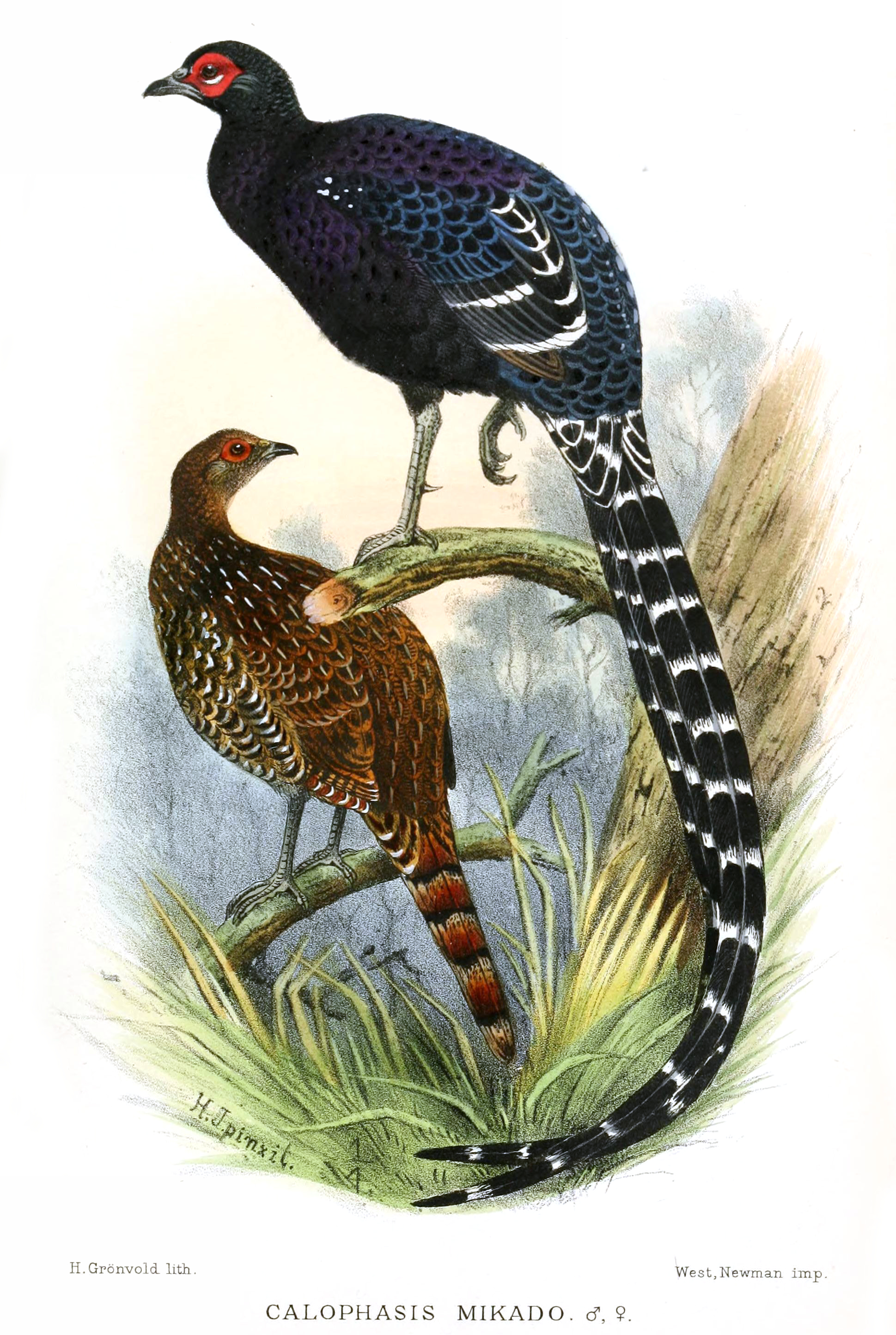
Maschio e femmina in una tavola di Henrik Grønvold.

Il fagiano mikado (Syrmaticus mikado (Ogilvie-Grant, 1906)) è un uccello della famiglia dei Fasianidi. È endemico delle regioni montuose di Taiwan e vive nel sottobosco di bambù e rododendri delle foreste primarie ad altitudini comprese tra 1600 e 3300 m.

## Descrizione

### Dimensioni
Il maschio misura 85-90 cm di lunghezza, dei quali 45-55 spettanti alla coda, per un peso di 1000-1300 g. La femmina, molto più piccola, misura 45-55 cm di lunghezza, dei quali 20-25 spettanti alla coda, per un peso di 800-1100 g.

### Aspetto
Il maschio è di incredibile quanto raffinata bellezza, messa in risalto dalla colorazione di fondo costituita da lucide penne nero-bluastre che assumono meravigliose iridescenze quando vengono colpite dai raggi diretti del sole, e ancor più evidenziate da bordature e variegature bianche che si delineano sulle scapolari, le secondarie e le copritrici, mentre le piume di petto, groppone e dorso sono orlate di violaceo intriso di riflessi metallici. La lunga coda, composta da 16 penne, risulta quasi nera e attraversata da sottili linee bianche in un delicato quanto piacevole equilibrio, conferendo a tutto l'insieme un raffinato contrasto cromatico. Le zone orbitali sono prive di piume e costituite da pelle nuda di colore rosso scarlatto fortemente papillata ed erettile, tipica di molti fagiani, ancora più evidente durante il periodo riproduttivo; le zampe sono grigie con tarsi dotati di evidenti speroni.
Nella femmina la colorazione dominante è marrone-oliva, con lati della testa con zone orbitali prive di piume più piccole e meno papillate rispetto a quelle del maschio, gola e sottogola marrone chiaro, maculature bianche sulle scapolari con variegature giallognolo-fulve sulle rachidi del groppone, petto grigio, coda con barre nero-marroni e zampe anch'esse grigie con tarsi privi di speroni o solo minimamente evidenziati. Le femmine di fagiano mikado sono molto simili a quelle del fagiano di Swinhoe, dalle quali possono essere distinte per il colore delle zampe, grigie nelle prime e rossastre nelle seconde. È possibile confonderle anche con la femmina di un'altra specie del genere Syrmaticus, vale a dire il fagiano di Hume. Ancora una volta, non è difficile distinguere le due specie, in quanto la femmina di mikado è più scura e marrone, con dei segni bianchi più visibili sulla mantellina e delle strisce nere e castane più evidenti sulle timoniere.

## Biologia

### Comportamento
Solitamente sedentari, i fagiani mikado possono tuttavia effettuare movimenti stagionali a causa di condizioni climatiche particolarmente avverse che si possono verificare in alta quota. La specie vive in regioni spesso caratterizzate da forti precipitazioni. Durante le forti piogge, i fagiani si appollaiano sugli alberi, dove possono radunarsi in piccole bande costituite al massimo da nove individui. Più o meno in qualsiasi periodo dell'anno, al di fuori della stagione riproduttiva, il maschio e la femmina possono eseguire pratiche rituali: le parate laterali e i battiti d'ala che effettuano in questi casi hanno lo scopo di mostrare la loro ostilità e la loro volontà di difendere il proprio territorio. Anche se le posture assunte sono le stesse, non si tratta però di una strategia sessuale per sedurre il partner.

### Alimentazione
In natura è più facile osservare questi uccelli tra aprile e luglio, quando i frutti selvatici e i semi di cui si nutrono sono ben maturi. In questo periodo, il loro menu comprende fragole, astri della Cina e felci, mentre nel resto dell'anno si pensa che la specie si nutra di insetti, nonché di giovani germogli d'erba e di gemme. Il fagiano mikado è infatti un tipico opportunista in grado di ingerire più di 30 tipi di piante appartenenti praticamente a tutte le famiglie, così come una grande varietà di insetti, tra i quali i coleotteri non sono i meno apprezzati.

### Riproduzione

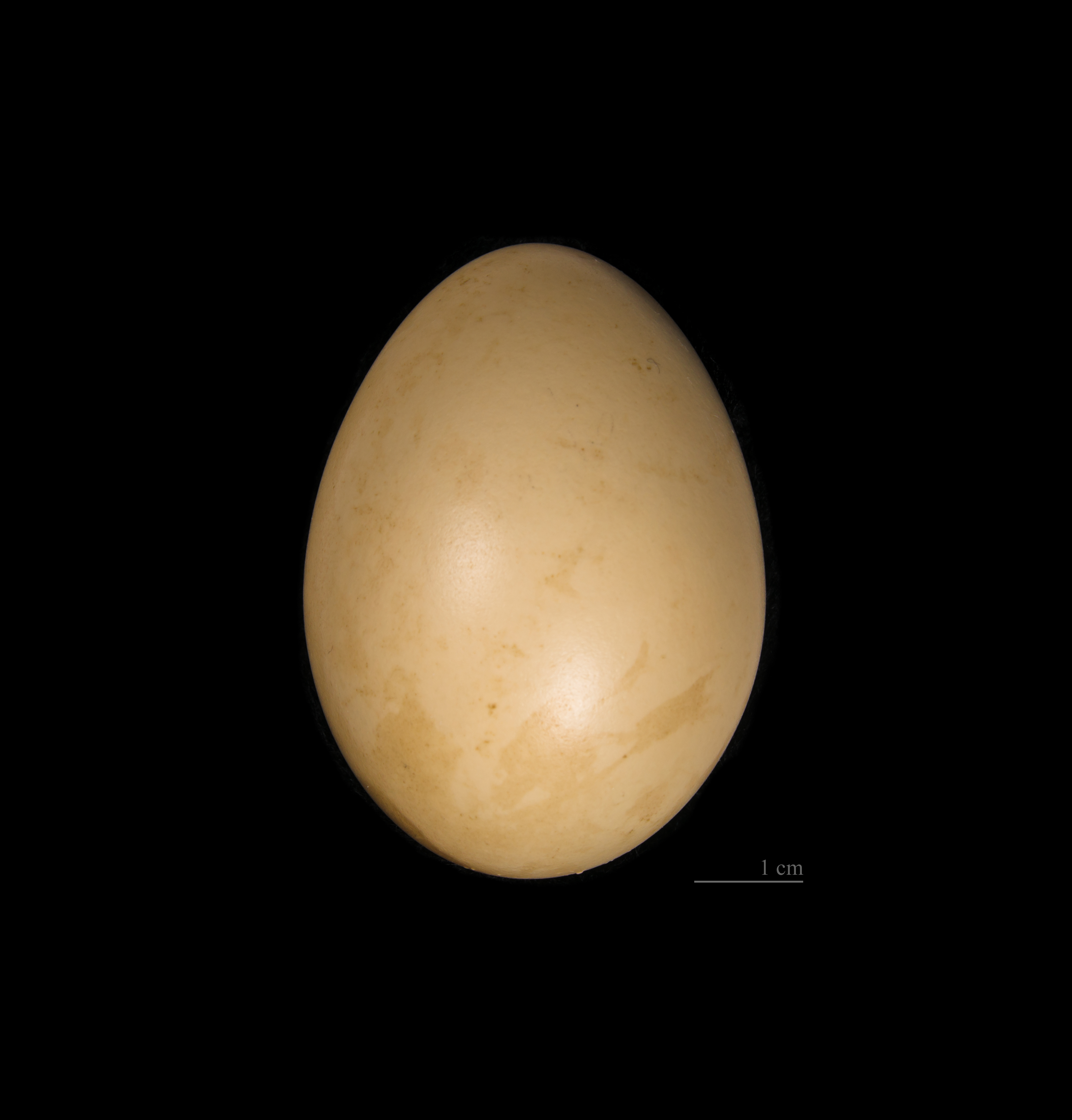
Uovo di fagiano mikado.

In cattività, i fagiani mikado sono poligami. Tuttavia, in natura, l'orientamento dei rituali e la forma delle manifestazioni vocali durante la parata nuziale aggiungono tesi a favore di una pratica monogama. I fagiani mikado sono infatti animali molto discreti, tranne durante il periodo della riproduzione, quando emettono un fischio penetrante. I maschi mettono in atto una parata frontale durante la quale si ergono verticalmente sulle zampe, mantenendo la coda in posizione abbassata, contrariamente a quanto si osserva nel fagiano di Hume. Lo sfarfallio delle ali e le offerte di cibo alla femmina costituiscono gli altri momenti salienti del rituale.
I fagiani mikado depongono spesso in tre diverse riprese tra la fine di marzo e la metà di luglio. La difficile accessibilità ai luoghi dove la specie vive ha fatto sì che finora siano stati scoperti in natura soltanto pochi nidi. I pochi che sono stati esaminati, comunque, erano tutti costruiti con steli di bambù e posizionati sui rami o sul tronco di un albero caduto, a un metro di altezza dal suolo. È possibile che, costruendo il nido a questa altezza, gli uccelli cerchino di proteggersi dalle forti precipitazioni che si abbattono su queste foreste, provocando talvolta la loro inondazione. Tuttavia le cose non stanno sempre così, in quanto recentemente sono stati trovati anche molti nidi situati a terra. La covata comprende da cinque a otto uova, che corrispondono alle normali dimensioni di una covata del genere Syrmaticus. L'incubazione dura 28 giorni ed è compito esclusivo della femmina. Fino ad oggi non abbiamo informazioni per poter affermare che il maschio partecipi alla difesa del nido e all'educazione dei piccoli.

## Distribuzione e habitat
Il fagiano mikado è endemico di Taiwan, dove abita le zone montuose della parte centro-meridionale dell'isola situate tra 1600 e 3300 metri, in fitte foreste dotate di un folto sottobosco di bambù e rododendri. Tuttavia, è in grado di adattarsi ad una vasta gamma di habitat, sia primari che secondari. Nella maggior parte dell'areale in cui vive, la morfologia è caratterizzata da falesie scoscese, ripide e relativamente inaccessibili, di fronte alle quali la deforestazione intensiva si è trovata ostacolata. Ovviamente, i fagiani mostrano una certa preferenza per le pendici con pendenza superiore ai 40 gradi, con una spessa vegetazione di bambù o felci. Riguardo alla loro densità di popolazione, abbiamo a disposizione solo scarse informazioni. Il censimento più realistico stima in circa 10.000 esemplari la popolazione che vive nel parco nazionale dello Yushan, con una densità media di 15 fagiani per chilometro quadrato. L'estensione del territorio del fagiano mikado è di dimensioni molto variabili. Essa raggiunge il suo massimo in primavera (13,4 ha), si riduce alle dimensioni più piccole in inverno (1,6 ha) e assume dimensioni intermedie in autunno (8,8 ha).

## Scoperta
La storia della scoperta del fagiano mikado è simile a quella del fagiano di Hume. Nel 1906, Walter Goodfellow, un raccoglitore di esemplari museali di uccelli, stava esplorando le montagne centrali di Taiwan quando rimase incuriosito da due strane penne blu-nerastre barrate di bianco sul copricapo di un indigeno. Quest'ultimo gli spiegò che appartenevano a un fagiano nero molto raro che aveva ucciso sul monte Alishan. Goodfellow fece esaminare queste penne a William Robert Ogilvie-Grant, che battezzò il nuovo fagiano Calophasis mikado senza averne mai visto uno, semplicemente a partire da queste due timoniere centrali, che divennero così l'olotipo della specie. Goodfellow decise di esplorare la zona alla ricerca del raro uccello, senza trovarlo. Interrogò altri indigeni della regione, che gli confermarono la presenza di questo fagiano sul monte Alishan. Intraprese allora una spedizione su questa montagna, la cui salita si rivelò particolarmente difficile a causa della sua ripidità. Al di sopra dei 2000 m, scoprì dei giganteschi cipressi con un sottobosco di ginepri, rovi e bambù. Dopo pazienti ricerche, si avvicinò alla parete est, da dove riconobbe il monte Morrison, quindi vide una profonda vallata, dove riuscì ad avvistare i fagiani e ad udirne i richiami. Prima di andarsene, uccise un maschio per uno studio più approfondito. Nel 1912 organizzò una seconda spedizione, durante la quale riuscì a catturare 11 esemplari viventi (8 maschi e 3 femmine) e ad ucciderne altrettanti prima di tornare in Inghilterra.

## Conservazione
Nei luoghi di origine il fagiano mikado sembra essere ormai relativamente raro e a rischio, nonostante all'interno delle aree protette la popolazione appaia stabile. Studi recenti indicano che nel parco nazionale dello Yushan viva circa la metà di tutta la popolazione della specie, che risulta abbastanza comune anche nelle aree protette di Taroko e Shei-Pa. All'esterno di queste zone, in un imminente futuro, è tuttavia possibile che si possa verificare un leggero declino della specie a causa della perdita di habitat naturale dovuto al crescente sviluppo demografico e alla conseguente industrializzazione di intere regioni, nonché della caccia, ma soprattutto per colpa del bracconaggio, piaga di un recente passato che sembra essersi riattivato in alcune aree. Ciononostante, sia l'habitat quanto la specie stessa sembrano, almeno per il momento, relativamente al sicuro, trovandosi prevalentemente a quote poco accessibili e all'interno di aree protette.